# Unitat perifèrica de Calcídica
Calcídica (grec Χαλκιδική, normalment transliterat Chalkidiki) és una unitat perifèrica de Grècia, a la regió de Macedònia. Té 2918 km² i uns 100.000 habitants.
La capital és Polígiros, ciutat d'uns deu mil habitants.